# Finanzministerium (Polen)
Das Finanzministerium (polnisch: Ministerstwo Finansów, abgekürzt MF) ist eines der Ministerien der Republik Polen. Zuständig ist es für die Finanzpolitik des Landes. Damit ist es für Erstellung, Realisierung und Kontrolle des Staatshaushaltes, die öffentlichen Finanzen (Einnahmen und Ausgaben, Schulden, Steuern, Zölle), die Kontrolle des Banken- und Versicherungswesens sowie unterstellte Finanzinstitutionen verantwortlich. Das Finanzministerium ist Eigentümer bzw. Gesellschafter verschiedener Unternehmen, so der Warschauer Wertpapierbörse.
Das Ministerium hat seinen Sitz in der Ulica Świętokrzyska 12 in Warschau. Im Jahr 2013 wurden in der Zentrale des Ministeriums 2170 Personen beschäftigt.

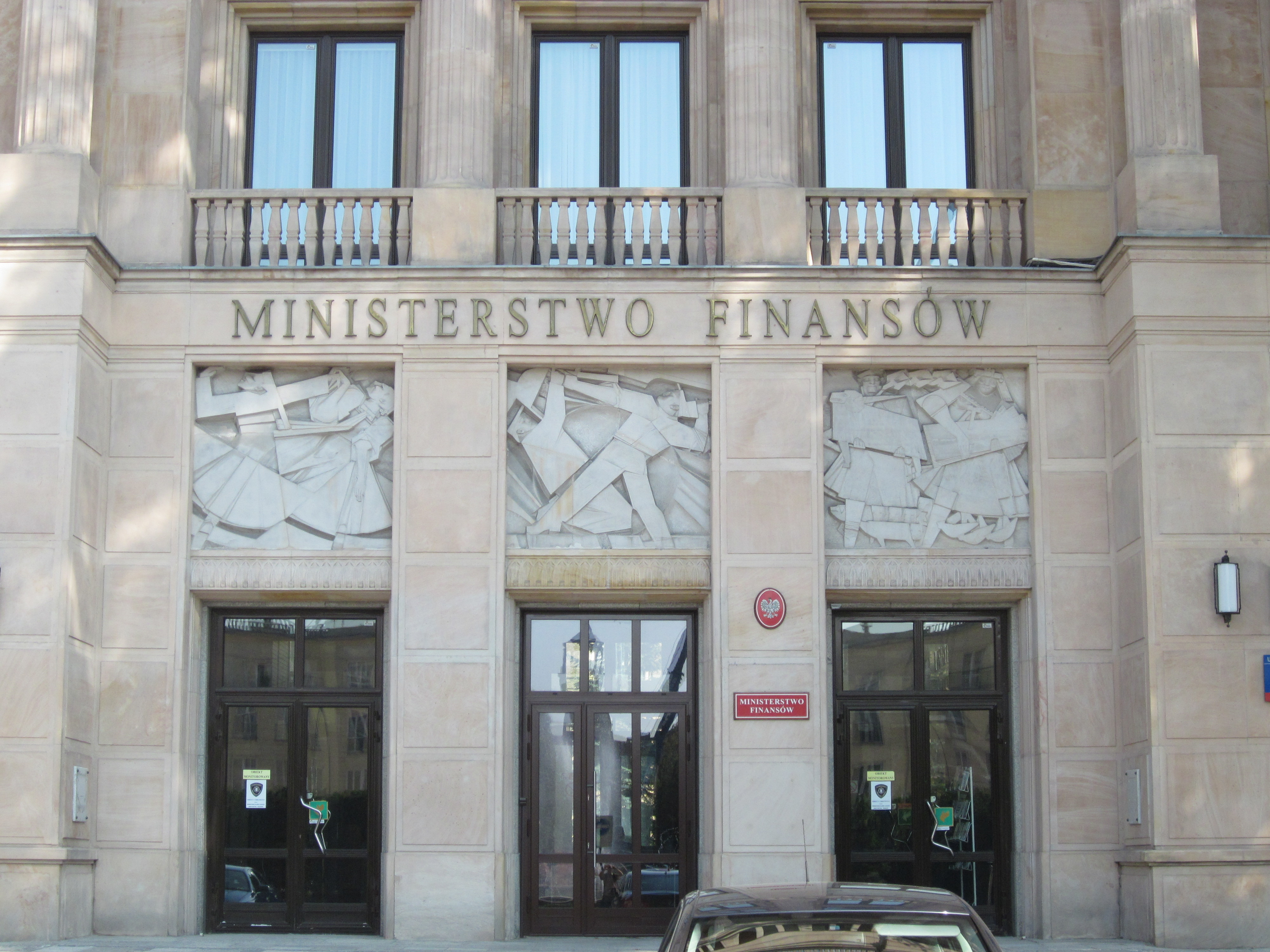